# Uffe Elbæk
Uffe Elbæk (født 15. juni 1954 på Ry Højskole) er en dansk socialpædagog, forfatter, iværksætter, politiker og stifter samt tidligere politisk leder af partiet Alternativet. Fra den 3. oktober 2011 og frem til 5. december 2012 var han Danmarks kulturminister. Han blev ved folketingsvalget i 2011 valgt som folketingsmedlem i Københavns Storkreds for Radikale Venstre. Han har tidligere været medlem af Aarhus Byråd og er iværksætter indenfor kultur- og uddannelsesverdenen.
Den 17. september 2013 annoncerede Uffe Elbæk, at han havde meldt sig ud af Radikale Venstre, og at han fortsatte som folketingsmedlem som løsgænger.
Den 27. november 2013 stiftede han partiet Alternativet. Den 23. februar 2015 offentliggjorde Uffe Elbæk, at Alternativet havde indsamlet nok underskrifter til at blive opstillingsberettiget. Dette blev endeligt godkendt af Indenrigsministeriet den 23. marts 2015, hvor Alternativet fik listebogstavet Å. Til Folketingsvalget den 18. juni fik Alternativet 4,8% af stemmerne (168.788) og ni mandater i Folketinget.
Den 16. december 2019 meddelte han, at han ville trække sig som politisk leder af Alternativet og træde tilbage på partiets landsmøde den 1. februar 2020. På landsmødet blev Josephine Fock valgt som ny politisk leder blandt 5 andre kandidater.
Den 9. marts 2020 meddelte Elbæk sammen med tre andre folketingsmedlemmer, at han forlod partiet. Dermed gik Alternativets folketingsgruppe fra fem til kun et enkelt medlem. Elbæk stiftede herefter den 20. april 2020 sammen med Sikandar Siddique og Niko Grünfeld partiet Frie Grønne.
Den 16. september 2022 valgte Elbæk at forlade de Frie Grønne og melde sig ind i Alternativet igen.

## Baggrund
Uffe Elbæk blev født 15. juni 1954 i Ry. Han fik en studentereksamen fra Aalborg Katedralskole i 1975, og efter et højskoleophold på Krogerup Højskole i 1975 tog han en uddannelse som socialpædagog fra Peter Sabroe Seminariet i Aarhus i 1982. Derudover har han den journalistiske tillægsuddannelse fra Danmarks Journalisthøjskole, 1987.
Elbæk lever i et registreret partnerskab med forlægger Jens Pedersen, som han bor sammen med i København. Elbæk har desuden en søn og en stedsøn fra tidligere forhold. Han er medlem af LGBT Danmark og Amnesty International.

## Karriere
Han var blandt andet en af initiativtagerne til det kulturelle iværksættermiljø. Han startede med at skabe Den Rullende Rottefestival 1985, Ungdomsårets største enkeltprojekt, Initiativet er senere videreført i projektet Frontløberne, kulturudvekslingsprojektet Next Stop Sovjet og uddannelsen KaosPiloterne, som han var rektor for fra grundlæggelsen i 1991 til 2006. Flyttede i 2007 fra Aarhus til København for at være direktør for den internationale LGBT-sports- og menneskerettighedsbegivenhed World Outgames 2009. Senere blev han direktør i konsulentfirmaet Change the Game.
Han har bl.a. været freelancejournalist ved Dagbladet Information og Press. Fra 1982 til 1991 arbejdede han som udviklingsmedarbejder ved Aarhus Kommune og var leder af Frontløberne. Han grundlagde Kaospiloterne i 1991 og var skolens rektor frem til 2006. Fra 1998 til 2001 var han formand for Kulturministeriets Udviklingsfond. Han sad i Aarhus Byråd for Radikale Venstre fra 2001 til 2007 og var i denne periode også formand for byens skole- og kulturudvalg.
Uffe Elbæk har skrevet flere bøger, senest Mirakler i Mejlgade: Historien om KaosPiloterne fra begyndelsen til 2006 i 2024, debatbogen Tvivl, håb & handling i 2023 og selvbiografien Et liv i 2022 og derudover været fast klummeskribent for blandt andet Weekendavisen, Berlingske Tidende og Jyllandsposten. Han har siddet i flere danske og internationale bestyrelser og har gennem årene modtaget flere anerkendelser og priser bl.a. udnævnelsen til ambassadør for AGF i 1999 og Ridder af Dannebrog i 2001. Desuden modtog han Altingets kommunikationspris Ting-Prisen i 2015, Folkemødets dialogpris i 2016, samt Politikens dialogpris i 2019.
Uffe Elbæk var det første byrådsmedlem i Aarhus, den første kulturminister og den første partileder i Danmark, der var åbent homoseksuel.
I dag er han partner i Tomorrow Collective, et strategi og samfundsværksted i København.

## Politisk karriere
Elbæk stillede op som folketingskandidat for det Radikale Venstre i Sundbyvesterkredsen i 2009. Ved Folketingsvalget 2011 blev han valgt i for partiet i Københavns Storkreds.
I sin tid som byrådspolitiker i Århus var Elbæk i 2001 sammen med byrådets andet radikale medlem, Peter Thyssen, tungen på vægtskålen og gjorde, at Aarhus Kommune fik sin første ikke-socialdemokratiske borgmester siden 1918, nemlig Louise Gade fra Venstre. Allerede ved næste kommunevalg i 2005 støttede Det Radikale Venstre dog atter en socialdemokratisk borgmester, og derfor skiftede borgmesterposten til Nicolai Wammen.

### Kulturminister
Som kulturminister arbejdede Uffe Elbæk på at forbedre samarbejdet mellem de etablerede kulturinstitutioner og de kreative miljøer. Sammen med Københavns Kommunes kultur- og fritidsborgmester Pia Allerslev drøftede han oprettelsen af en nycirkus-uddannelse på artistskolen AFUK (Akademiet for Utæmmet Kreativitet). Finansieringen faldt på plads i finanslovsforhandlingerne og kommunens budgetforhandlinger i efteråret 2012.
I foråret 2012 tog Elbæk initiativ til dannelse af et rådgivningspanel med 15 unge, som skulle give ministeren et indblik i, hvad kulturpolitik betyder for unge i Danmark.
I forbindelse med forhandlingerne om den såkaldte UMTS-reserve for årene 2013-15 fandt parterne seks millioner hvert år til digitalisering og digital formidling af samlinger på de store statslige kulturarvsinstitutioner samt midler til Center for Kultur- og Oplevelsesøkonomis fortsatte drift.
Uffe Elbæk var som kulturminister ansvarlig for reorganiseringen af hele det kunstneriske støttesystem herunder modernisering af Kunstfonden. Ligeledes indgik han en fireårsaftale med det Kongelige Teater, hvor institutionens ansvar, samarbejde og åbenhed overfor det øvrige kulturliv blev understreget.
Uffe Elbæk tog i forbindelse med Danmarks EU-formandskab i 2012 initiativ til det europæiske kulturpolitiske projekt Team Culture, hvor 12 europæiske kulturpersonligheder blev sammensat til en taskforce for at besvare spørgsmålet "Hvad kan kunst og kultur bidrage med i en krisetid?".
Endelig indgik han et forlig om mediestøtten, hvor særligt forholdene for de nye digitale medier var i fokus.
I efteråret 2012 blev Uffe Elbæk kritiseret for at holde en række dyre arrangementer hos AFUK, hvor han tidligere havde siddet i bestyrelsen. Det blev også kritiseret, at Elbæks mand i maj 2012 blev ansat som sekretær på AFUK. Som følge af sagen valgte Elbæk den 5. december 2012 at trække sig som kulturminister efter eget udsagn udelukkende på grund af presset på hans mand. Marianne Jelved overtog efterfølgende posten som Kulturminister.
Inden Uffe Elbæks afgang påbegyndte Rigsrevisionen en undersøgelse af hans forhold til AFUK. Uffe Elbæk blev frifundet for anklagerne, og undersøgelsen konkluderede, at Elbæk ikke var inhabil, men også at ministeriets kontrol af møde- og repræsentationsudgifter havde været for svag.
I 2014 stillede Uffe Elbæk sammen med Enhedslisten et beslutningsforslag i Folketinget om opholdstilladelse i Danmark til Edward Snowden, hvor de i bemærkningerne til forslaget skrev, at et tilbud om dansk opholdstilladelse "vil profilere Danmark internationalt som forkæmper for ytringsfrihed og transparens og som modstander af uretmæssig overvågning".

### Leder af Alternativet
Den 27. november 2013 afholdt Uffe Elbæk et pressemøde på Christiansborg, hvor han sammen med medstifteren Josephine Fock offentliggjorde etableringen af et nyt 'grønt' politisk parti under navnet Alternativet. På pressemødet redegjorde det nye parti for, at det ikke havde et traditionelt partiprogram, men at partiet ville etablere såkaldte "politiske laboratorier" for at udvikle politikken sammen med borgerne.
I foråret 2014 blev der afviklet 20 politiske laboratorier rundt om i Danmark, hvor mere end 700 mennesker deltog. Kort efter blev Danmark første crowdsourcede partiprogram en realitet, da Alternativet vedtog sit politiske program i Aarhus lørdag den 24. maj 2014. Partiprogrammet opdateres løbende i takt med, at politikken udvikles på de politiske laboratorier og godkendes i Alternativets politiske beslutningsenhed, Politisk Forum.
Den 23. februar 2015 offentliggjorde Uffe Elbæk via Twitter, at Alternativet havde 20.748 godkendte underskrifter, hvilket var 488 flere end grænsen på 20.260. Derved manglede partiet kun den officielle godkendelse hos Indenrigsministeriet for at være officielt opstillingsberettigede til Folketingsvalget samme år. Denne godkendelse kom den 13. marts 2015, og derved kom Alternativet på stemmesedlen med listebogstavet Å.
Til Folketingsvalget den 18. juni fik Alternativet 4,8% af stemmerne (168.788) og ni mandater i Folketinget. Uffe Elbæk fik 18.796 personlige stemmer og lå derved på 10. pladsen over flest personlige stemmer dette valg.
Allerede den 29. juni var Alternativet inde og sætte sit første politiske aftryk, idet de var med til at sikre, at den nye BoligJobordning, også kendt som håndværkerfradraget, fremover skulle være øremærket klima- og energiforbedringer.
I 2016 fortalte Elbæk gennem Politiken, at han på længere sigt ønsker at afskaffe skatten på arbejdsindkomst (indkomstskatten) helt, gerne inden for de følgende 10-20 år. I stedet mener Elbæk, at disse skatteindtægter fremover bør komme fra beskatning af råstoffer og finansielle transaktioner. En kritik af dette forslag kom fra analysechef Otto Brøns-Petersen fra tænketanken Cepos, som nævnte, at man simpelthen ikke kan få samme mængde penge ind fra en beskatning af ressourcer og fortjeneste, som man kan fra indkomstskatten.
Ved kommunalvalget i 2017 opnåede Alternativet et historisk godt valg for et nyt parti, da partiet ved sit første kommunalvalg sikrede sig 20 mandater spredt over hele landet, en borgmester (på Fanø), en fagborgmesterpost (kulturborgmesterposter i København) og en viceborgmesterpost (på Bornholm). Til sammenligning sikrede Dansk Folkeparti sig først sin første borgmesterpost 22 år efter partiets dannelse, mens Liberal Alliance kun fik et mandat ved sit første kommunalvalg og ligesom Enhedslisten stadig har til gode at få sin første borgmester.
Den 26. juni 2018 annoncerede Alternativet, at partiet peger på Uffe Elbæk som dets statsministerkandidat ved det kommende folketingsvalg. Det skete på baggrund af en enig folketingsgruppes indstilling til partiets hovedbestyrelse. Partiet ønskede dermed at gøre op med det man betragter som en tendens til præsidentlignende valgkampe, hvor der kun er to kandidater til statsministerposten, ligesom partiet ønsker at sætte kampen mod klimaforandringer allerøverst på den politiske dagsorden.

### Alternativet-krise og Frie Grønne
Den 16. december 2019 annoncerede Uffe Elbæk, at han ville træde tilbage som politisk leder for Alternativet. Efter tre afstemningsrunder i partiet blev Josephine Fock valgt til formand den 1. februar 2020, men hun blev mødt af intern kritik for hendes konfrontatoriske ledelsesstil. I reaktion på dette meldte partistifter Uffe Elbæk og tre andre af partiets fem MF'ers sig ud af partiet 9. marts 2020, hvorefter Elbæk blev løsgænger. Fock trak sig som formand senere samme år, og blev erstattet af Franciska Rosenkilde.
Den 20. april 2020 stiftede Uffe Elbæk partiet Frie Grønne sammen med Sikandar Siddique og Niko Grünfeld. Stiftelsen fandt sted på Blågårds Plads på Nørrebro i København. Det var også her, at partiet i september 2020 trådte offentligt frem for første gang.

### Tilbage i Alternativet
Uffe Elbæk opfordrede Frie Grønne og Alternativet at slå sig sammen i september 2022 efter flere meningsmålinger ikke spår, at partierne vil blive valgt til Folketinget. Elbæk udtalte til Information: "Hvis vi skal løse en så stor udfordring som klimakrisen, så burde Frie Grønne og Alternativet da også kunne finde ud af at finde fælles fodslag". Elbæks opfordring kom efter Franciska Rosenkilde og Torsten Gejl, henholdsvis politisk leder og folketingsmedlem for Alternativet, havde skrevet et åbent brev til Frie Grønne og Grøn Alliance med en invitation til at blive en del af Alternativet. Denne invitation afviste Sikandar Siddique, politisk leder for Frie Grønne, imidlertid.
Den 16. september 2022 meldte Elbæk sig ud af Frie Grønne og genindmeldte sig i Alternativet. Elbæk sagde i forbindelse med sin tilbageindmelding: "Jeg har selv stået for meget af det, Alternativet i dag står for. Det politiske er jeg meget enig med Alternativet i. Da jeg meldte mig ud, var det på grund af personkonflikter, og de personer er ikke længere i partiet. Jeg har det fint med Franciska Rosenkilde."

## Kritik
I august 2018 valgte Uffe Elbæk at sætte sin ejerlejlighed på Frederiksberg til salg og flytte til en lejebolig i Bakkehusene i Københavns Nordvestkvarter, der er en fredet bebyggelse i København. Lejligheden var købt i marts 2007 for 4,3 mio. kroner og blev sat til salg for 7,25 mio. kroner.
Dette vakte nogen opsigt, da Alternativet har udtalt sig kritisk om det nuværende boligmarked. I maj 2018 havde Uffe Elbæk således i debatoplægget "Det Næste Danmark" og til DR-radioprogrammet "Slotsholmen" på P1 udtalt:
"For at værne om vores jord og fællesskaber skal vi tage en grundig diskussion af, hvordan rammerne og de lovgivningsmæssige forudsætninger for at købe og eje land og ejendom i vores samfund skal se ud. Det gælder ikke mindst retten til at blive ekstremt rig på at eje, opkøbe og spekulere i jord og ejendom. Vi bliver nødt til at se på den værdistigning, der sker mellem køb og salg. Man kan forestille sig en meget mere progressiv beskatning af den fortjeneste, man har efter et boligsalg. Vi taler tit om, at det skal kunne betale sig at arbejde. Men reelt handler det om, at det kan betale sig at eje sin egen bolig. Den måde, vi har indrettet os på i Danmark, gør det sværere og sværere for folk, som ikke ejer lejligheder eller huse at komme ind i eksempelvis København."
Uffe Elbæk påpegede, at han følger loven, som den er, men at han fortsat ønsker at ændre lovgivningen, så gevinster ved boligsalg beskattes.
Rækkehuset i Bakkehusene har Uffe Elbæk overtaget gennem arv efter sin mor, (huset havde tidligere tilhørt Uffe Elbæks morfar og mormor), og er en type andelsbolig kaldet et "parlamentarisk selskab". I næsten alle tilfælde kræver det, at man arver retten til et husene, da langt de fleste huse arves af børn eller byttes internt selvom der teknisk set findes ventelister. Prisen for at overtage boligen blev anslået til ca. 2.500 kroner, da prisen for ikke er blevet pristalsreguleret, siden de blev oprettet i 1921.
Uffe Elbæk har to gange været under anklage for nepotisme. Da Uffe Elbæk 2007 stod for World Outgames, blev han udsat for kritik, fordi PrimeTime, hvor han egen søn Frej var ansat, var hyret til at stå for PR-arbejdet og anden gang som kulturminister i efteråret 2012, hvor Uffe Elbæk kritiseret for at holde en række dyre arrangementer hos AFUK, hvor Elbæks mand var ansat som sekretær. Anklagerne er dog begge gange blevet afvist af henholdsvis Københavns Kommune og Rigsrevisionen.